# Moanbane
Moanbane (en irlandais : Móin Bhán, littéralement « tourbière blanche ») est le quinzième plus haut sommet des montagnes de Wicklow, avec 703 mètres d'altitude, en Irlande.